# Luis Palau
Luis Palau Jr. (27 de novembro de 1934 – 11 de março de 2021), foi um televangelista, pastor, escritor e conferencista argentino, que morava nos Estados Unidos. Palau foi considerado um sucessor do pastor Billy Graham, suas conferências em mais de 80 países ao longo de mais de 60 anos de ministério, Sua mensagem já alcançou mais de 1 bilhão de pessoas por meio da televisão, rádio, mídia impressa e eventos presenciais.

## Morte
Palau morreu de câncer de pulmão em estágio 4 após três anos de batalha, em 11 de março de 2021, aos 86 anos em sua casa, cercado pela família.

## Livros
Palau escreveu inúmeros livros entre eles:
- Where Is God When Bad Things Happen?
- Calling America and the Nations to Christ
- God is Relevant
- High Definition Life
- A Friendly Dialogue between an Atheist and a Christian ISBN 978-0-310-28533-5